# أرنب أناميتي مخطط
أرنب أناميتي مخطط (الإسم العلمي:Nesolagus timminsi)، هو نوع من الثدييات يتبع فصيلة الأرانب ضمن رتبة الأرنبيات. هو أحد أنواع الأرانب المخططة، يستوطن جبال أناميتي بين لاوس وفيتنام.